# Helge Payer
Helge Payer, född 9 augusti 1979 i Wels, är en österrikisk före detta fotbollsmålvakt. Payer kom till SK Rapid Wien 1991 och spelade fler än 200 ligamatcher. Han debuterade för det Österrikiska landslaget i juni 2003 i en match mot Bulgarien. Han var uttagen i truppen till EM 2008 men tvingades lämna återbud på grund av en skada.

## Meriter
- Österrikiska Bundesliga: 2005, 2008